# Alcove
Alcove es un rascacielos de 128 metros y 34 plantas situado en Nashville, Estados Unidos. Su construcción comenzó en 2021 y finalizó en 2023. Está ubicado en la intersección de Ninth y Church Street, adyacente al distrito Nashville Yards. Contiene 356 apartamentos.
Su diseño pretende asemejarse a cajas de Amazon apiladas una sobre otra, en referencia a las oficinas de Amazon, que se encuentran cerca del edificio.
Es el primer edificio en Nashville en utilizar un ascensor Mitsubishi Electric, que puede llamarse utilizando un smartphone.
En octubre de 2024, Alcove ganó la categoría de mejor rascacielos en la categoría de 100 a 199 metros de los CTBUH Skyscraper Awards.